# Stylidium multiscapum
Stylidium multiscapum este o specie de plante dicotiledonate din genul Stylidium, familia Stylidiaceae, ordinul Asterales, descrisă de Schwarz. Conform Catalogue of Life specia Stylidium multiscapum nu are subspecii cunoscute.